# Château de Valère
Le château de Valère est une église fortifiée située sur une colline à Sion, dans le canton du Valais, en Suisse. Elle fait face au château de Tourbillon, sur la colline opposée.
Le bâtiment principal du château est la basilique Notre-Dame de Valère. Bâti aux XIIe et XIIIe siècles, il était la résidence des chanoines du chapitre de la cathédrale. Ils y habitèrent jusqu'à la Révolution française.
Les anciennes dépendances des chanoines abritent aujourd'hui le Musée d'histoire du Valais, fondé à cet endroit en 1883 et entièrement refait depuis 2008. La basilique peut également être visitée et on peut notamment y entendre le plus vieil orgue jouable au monde (1430) lors d'un festival annuel : le Festival international de l'orgue ancien et musique ancienne.
Valère obtint le grade de basilique mineure lors de la visite du pape Jean-Paul II en 1984.

## Géographie

### Situation

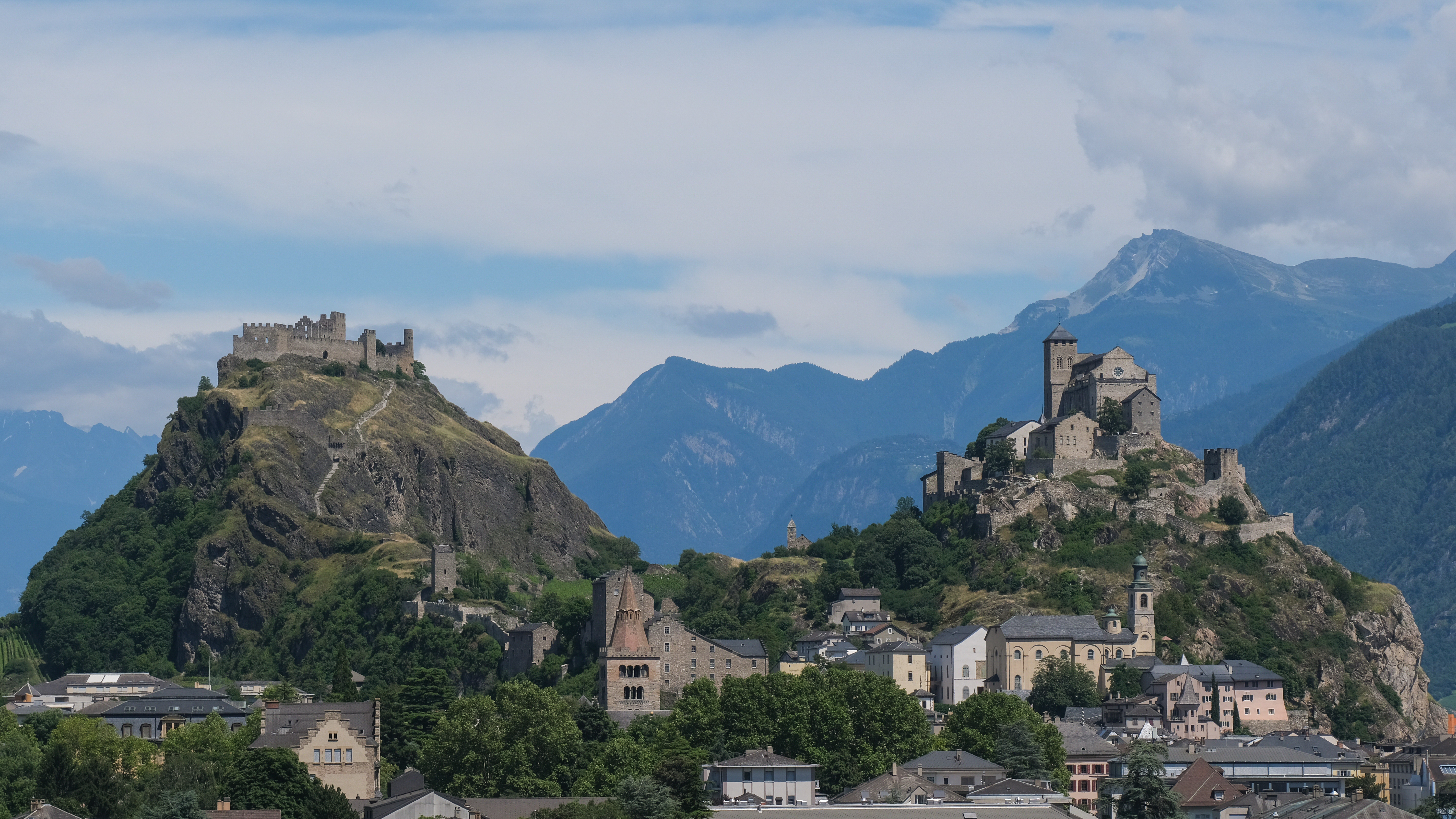
La basilique de Valère (à droite) et le château de Tourbillon vus depuis Sion.

Le château de Valère se trouve sur la colline de Valère à 615 mètres d'altitude et domine la ville de Sion dans le canton du Valais, en Suisse. L'église du château se situe au sommet de la colline tandis que le bourg fortifié et son enceinte entourent cette dernière. Le relief de la colline de Valère est très accidenté et l'accès au château n'est possible que depuis le nord-est.

### Faune et flore
Depuis 1977, le site est inscrit à l’inventaire fédéral des sites et monuments d’importance nationale en raison du nombre important d'espèces protégées présentes sur la colline de Valère. La faune de la colline comprend le lézard vert (Lacerta viridis), la mante religieuse (Mantis religiosa), le flambé (Iphiclides podalirius), l'azuré des cytises (Glaucopsyche alexis), le criquet à ailes bleues (Oedipoda caerulescens), le bruant fou (Emberiza cia), le rougequeue à front blanc (Phoenicurus phoenicurus), le grand Corbeau (Corvus corex) et le faucon crécerelle (Falco tinnunculus). La flore de Valère est quant à elle composée de stipes (Stipa), uvettes (Ephedra distachya), figuiers d'Inde (Opuntia humifusa), bertéroas blanchâtres (Berteroa incana), gagées des rochers (Gagea bohemica), chardons aux ânes (Onopordum acanthium), agripaumes cardiaques (Leonurus cardiaca) et épinards oseilles (Rumex patientia).
4,9 hectares de la colline de Tourbillon font également partie du catalogue des lieux protégés dans la catégorie des prairies et pâturages secs d’importance nationale. Cette zone a été classée en 2017 dans le but de conserver les prairies et pâturages secs de Suisse, dont près de 95 % ont disparu depuis 1900.

## Histoire

### Avant le château
Les preuves de la présence d'hommes au Ve millénaire av. J.-C. sur la colline du château de Tourbillon laissent penser que la colline de Valère était également occupée à la même période. Les tessons de céramique, fragments de bracelets et foyers retrouvés sur le site de Valère prouvent que le lieu était occupé au moins temporairement au cours de la préhistoire. L'utilisation continue du site de Valère pendant huit siècles a cependant rendu difficile la lecture de l'évolution du bourg. Certains tessons de céramique rendent probable une utilisation de la colline à l'époque romaine et de nombreuses hypothèses ont laissé entendre que certaines maçonneries du château auraient à l'origine fait partie d'un castrum ou d'un temple romain. Aucune fouille archéologique n'a cependant relevé de constructions antérieures au XIe siècle.
Le nom propre « Valère » est d'origine inconnue. Il est parfois associé à Valérie (en latin « Valeriana »), mère du consul romain Titus Campanius Priscus Maximianus, qui a érigé un monument à Sion à la mort de son fils,,.

### Construction
La construction de l'église commence à la fin du XIe siècle et se déroule en plusieurs chantiers. Elle est complétée au milieu du XIIIe siècle. À l'exception de la chapelle latérale nord, l'église n'est dès lors plus modifiée. Les premières habitations sur le site sont probablement faites de bois car elles n'ont laissé aucunes traces. Des habitations en pierre sont quant à elles datées du début du XIIIe siècle. Les différents murs d'enceinte et les quatre tours d'angle sont achevées à la fin du XIIIe siècle. Enfin, le bâtiment au nord du château est construit vers 1300.

### Restaurations
L'ensemble du site de Valère fait l'objet, depuis 1987, d'une campagne de restauration dont la cinquième étape, acceptée par le Parlement valaisan le 15 mars 2015, débute en 2016. Devenu muet, l'orgue ancien a fait l'objet d'une restauration en 1954 par la manufacture alémanique Kuhn, qui permet de l'utiliser à nouveau. Les panneaux peints du buffet (du peintre fribourgeois Peter Maggenberg vers 1435), le vantail gauche, représentant le mariage mystique de Sainte Catherine, patronne de Sion et du Valais, et le vantail droit, représentant l'apparition du Christ à Marie-Madeleine qui le prend pour un jardinier, ont été restaurés par les soins du Kunstmuseum de Bâle. En 2001-2002, l'ingénieur Jean-Luc Sandoz du groupe CBS-Lifteam expertise l'ensemble des structures bois des bâtiments avec le Sylvatest en vue de sa restauration,.
Dans le cadre de la troisième campagne de réhabilitation du site, il a bénéficié d'une restauration complète en 2004 par la manufacture Füglister de Sion. C'est également à la même date 2003 que la rose polylobée qui le surplombe, probablement murée au XVe siècle, a été rouverte. À cette occasion, elle a été ornée d'un vitrail du verrier Michel Delanoë et d'une intervention de l'artiste Marie Antoinette Gorret.

## Orgue
Construit en 1435 par un facteur inconnu, l'orgue de Valère est le plus ancien orgue jouable au monde. Il dispose de huit jeux, d'un seul clavier de 4 octaves avec 45 touches, et d'un pédalier d'une seule octave (l'octave grave du clavier et celle du pédalier sont "courtes", donc sans les notes do#, ré#, fa# et sol#), et fonctionne soit avec un moteur soit avec un soufflet manuel. Lors de la dernière restauration, en 2004, le diapason a été ramené à 450 Hz environ, soit un quart de ton au-dessus du diapason moderne. Ainsi l'orgue ne peut que difficilement être joué en accompagnement d'autres instruments.
Les jeux les plus anciens sont : la Montre 8' dès le premier la, la Superoctave 2', la Quinte mineure 1 1/3', le premier rang de la Mixture 1' et la flûte de 4 pieds (Copel 4', le jeu le plus ancien, en bois de noyer, des arbres abattus au XIVe s.). En 1687, Christopher Aebi de Soleure a divisé les jeux et rajouté l'Octave 4', la Quinte Majeure 2 2/3' et le deuxième rang de la Mixture. En 1786, Félix Carlen construit les deux soufflets cunéiformes et les porte-vents, et en 1812 son fils Jean-Baptiste Carlen a ajouté les gros tuyaux de pédale.

Orgue de Valère
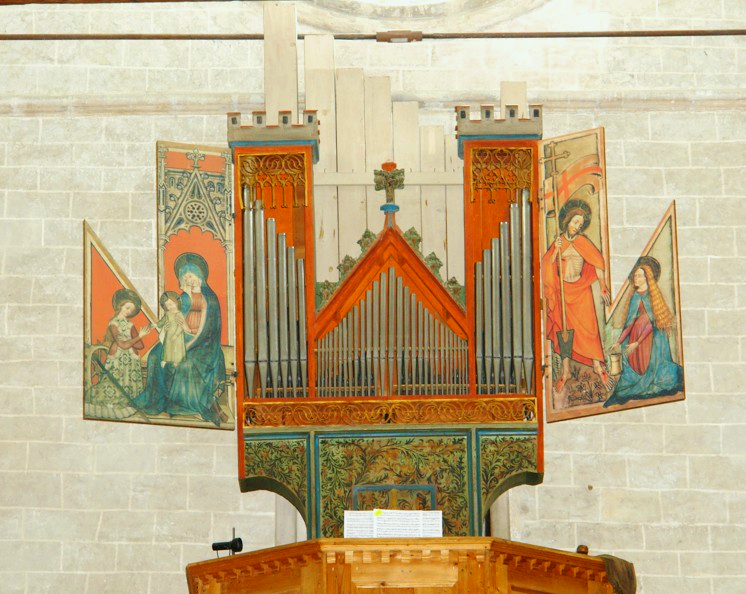
Vue de face
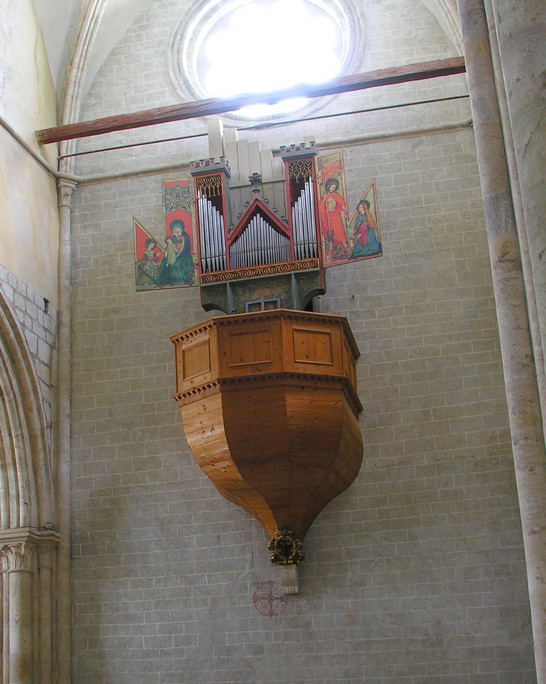
Vue de dessous
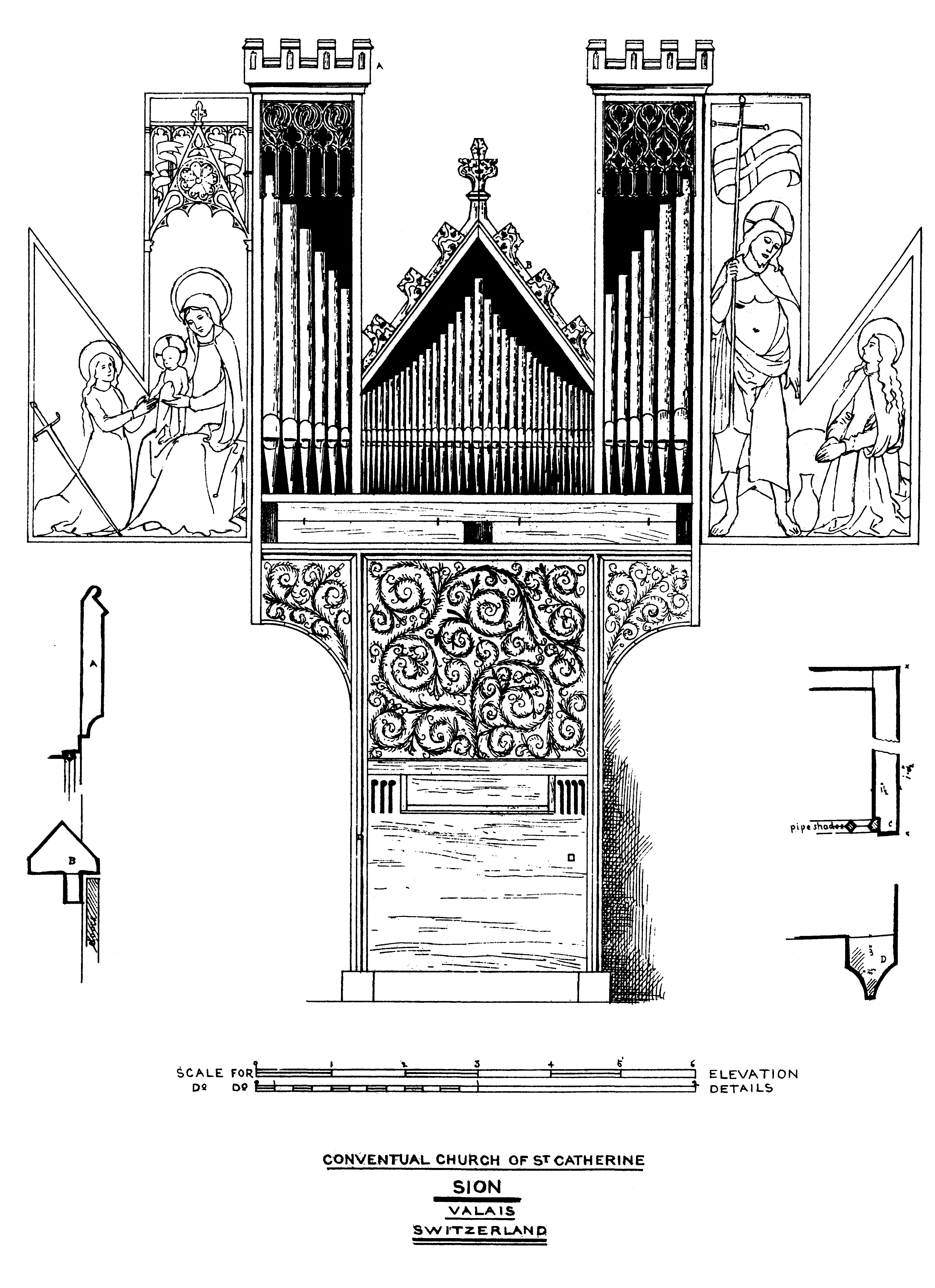
Schéma

## Galerie

Vues extérieures et alentours de la basilique
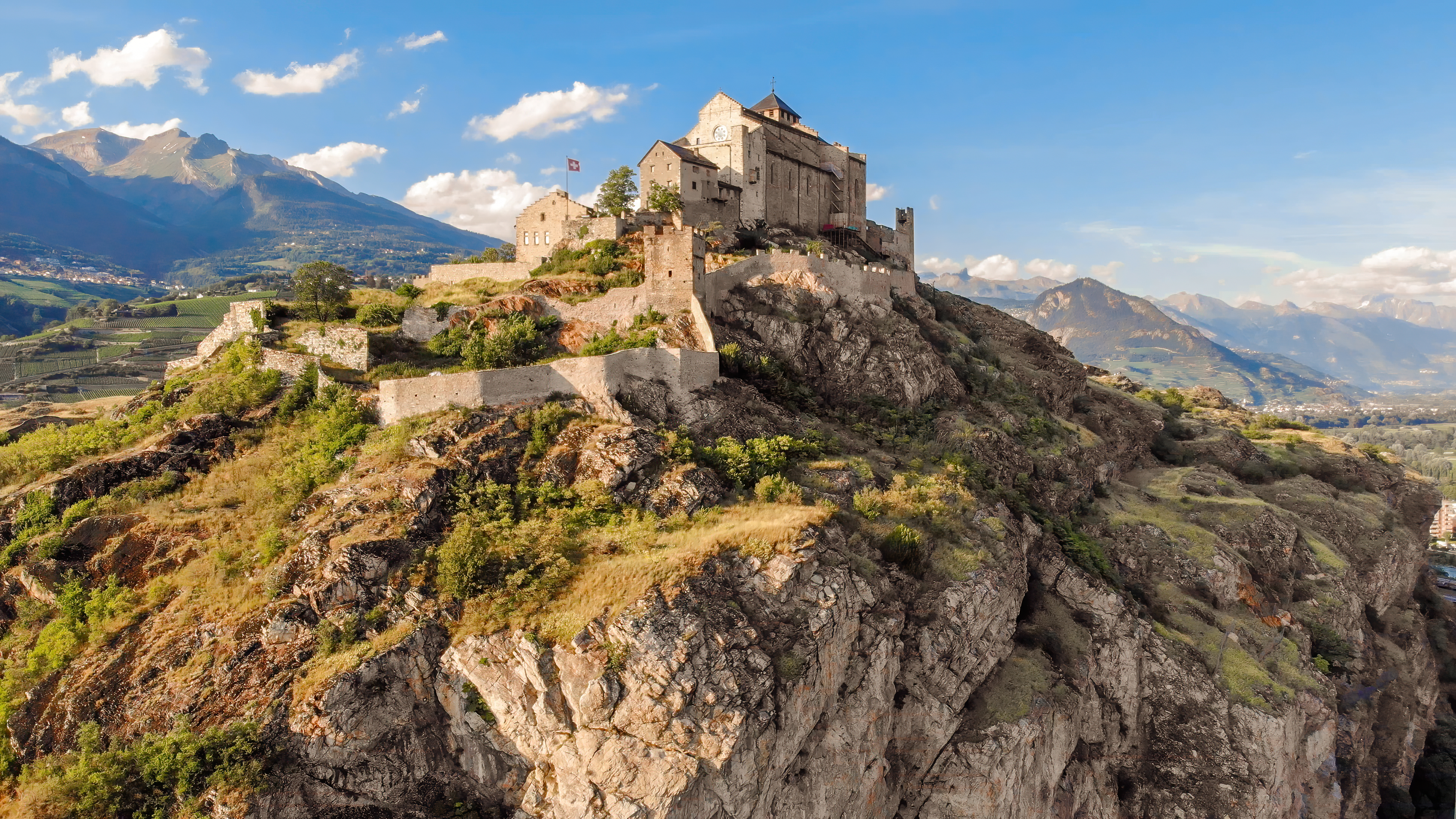
Vue aérienne de la Basilique de Valère depuis le côté sud.
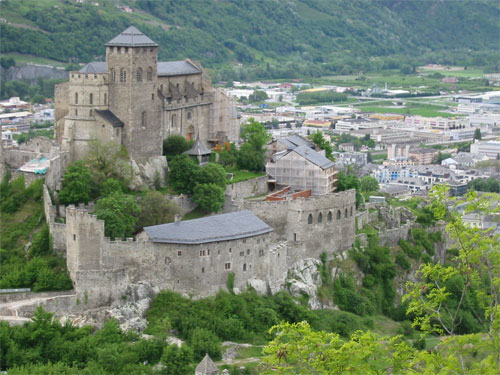
Église Notre-Dame de Valère
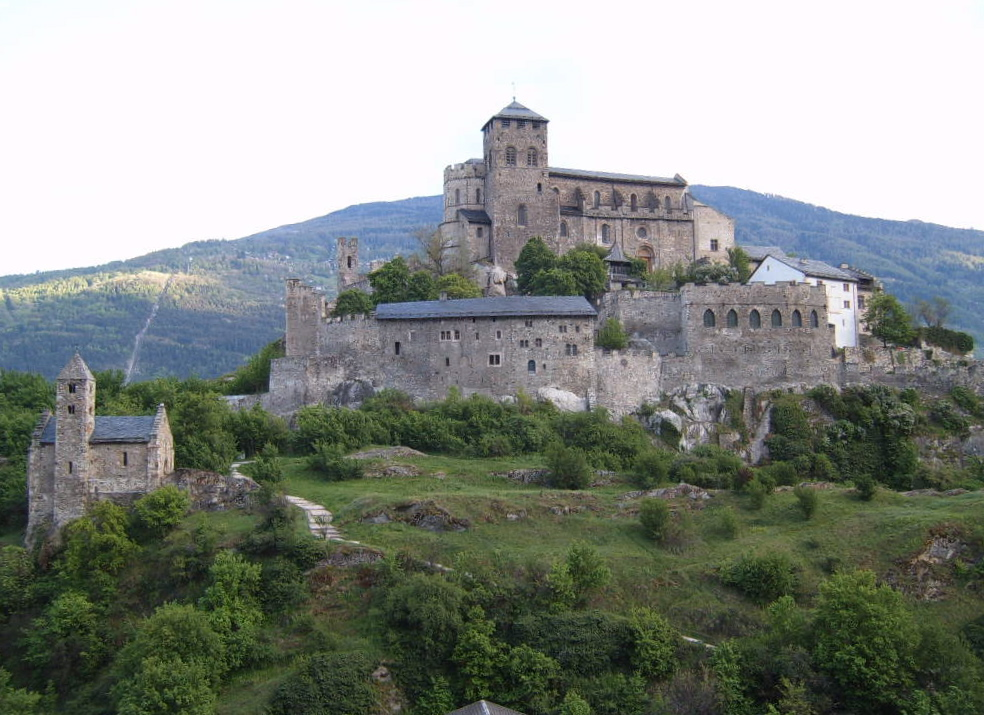
Église Notre-Dame de Valère
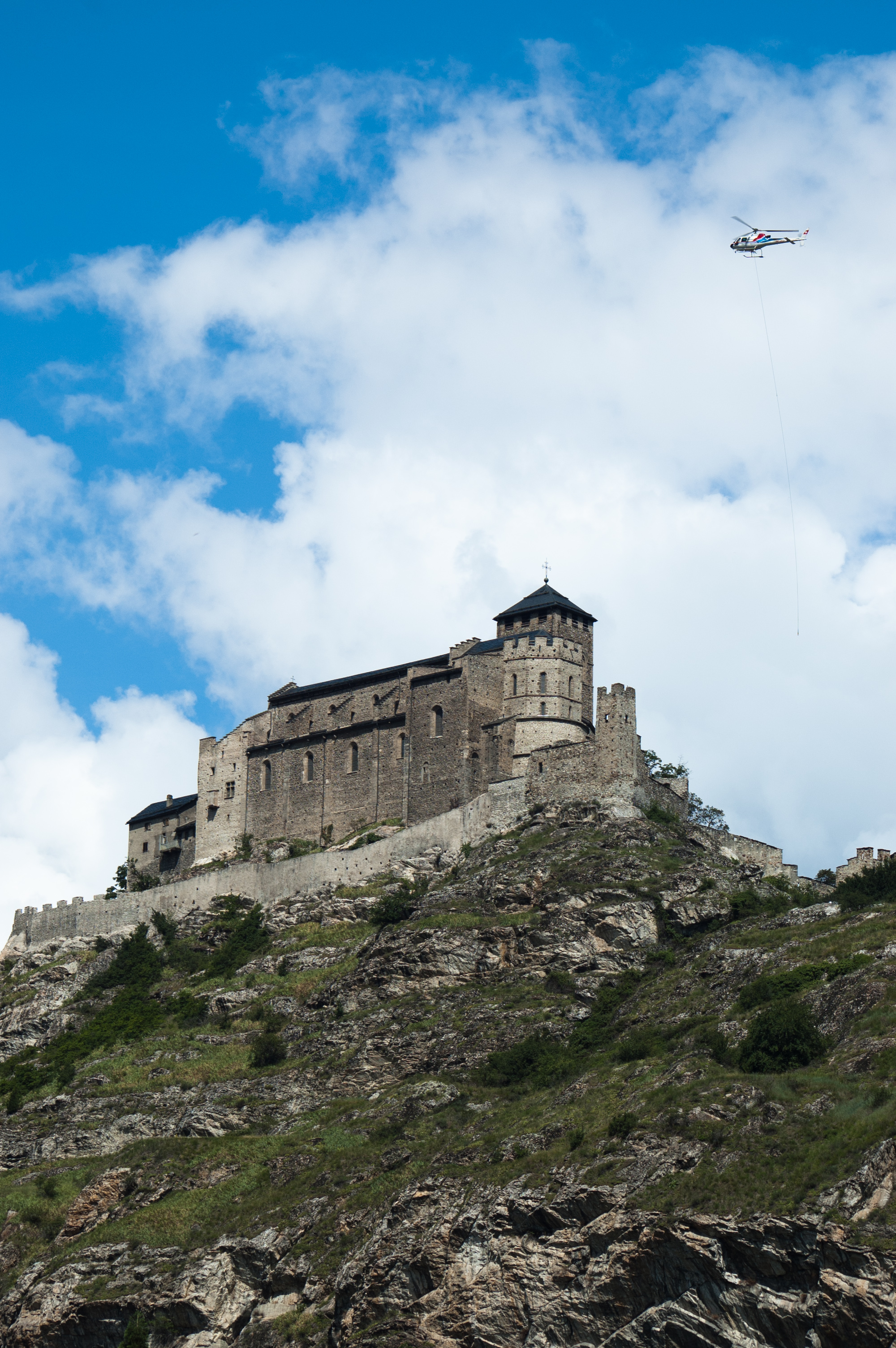
Vue du pied de la montagne
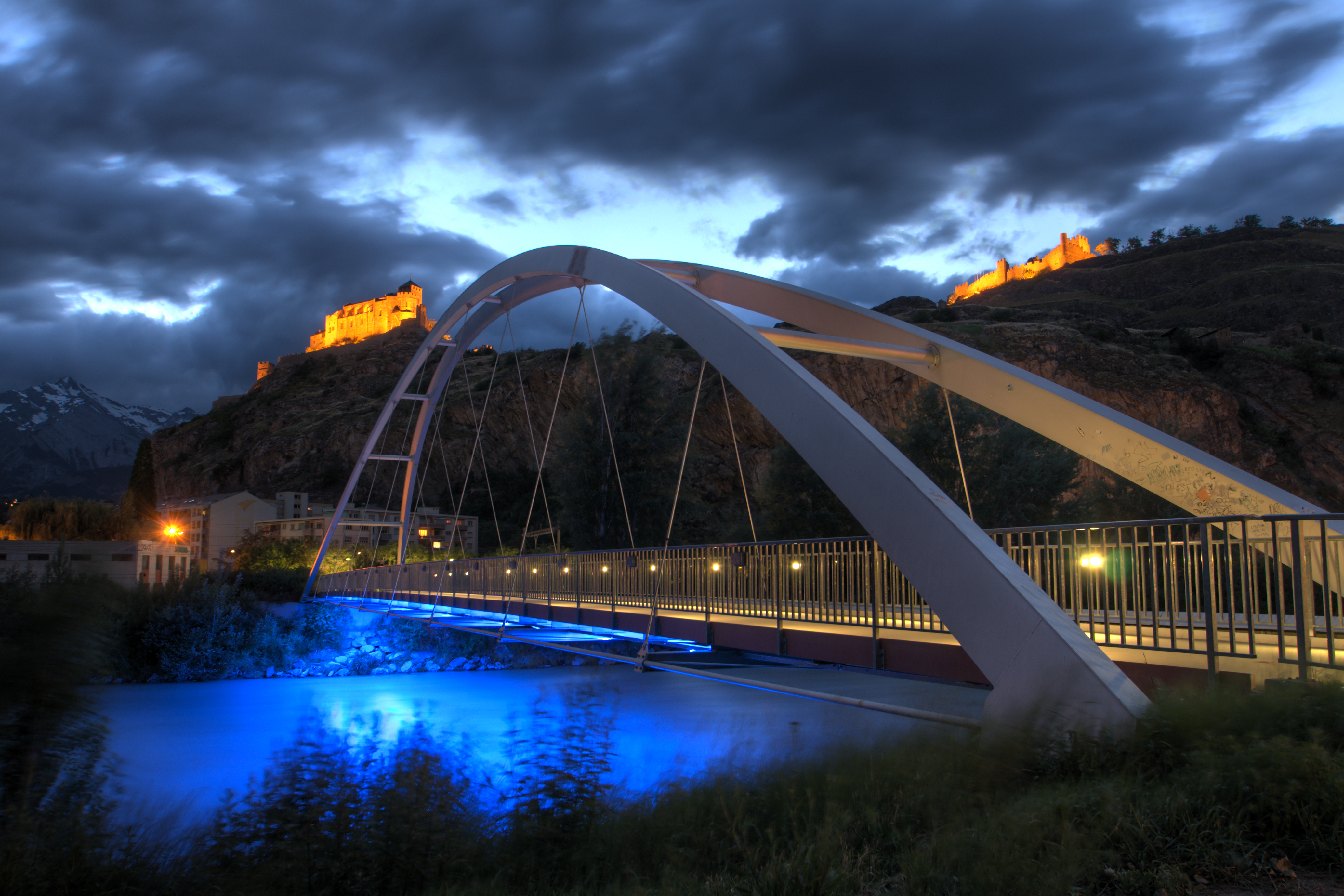
La passerelle de Vissigen, en arrière-plan ; la basilique de Valère à gauche et le château de Tourbillon à droite
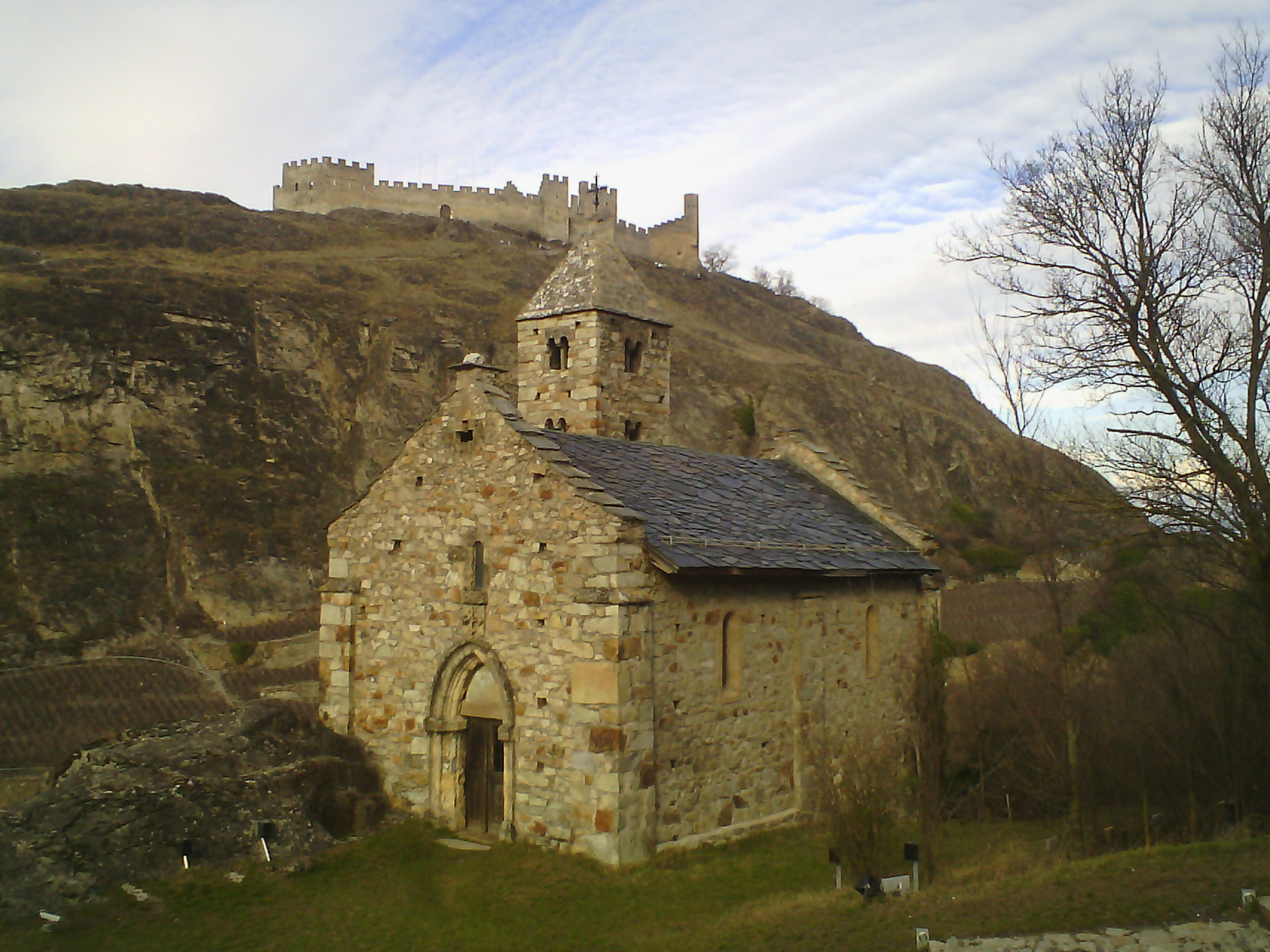
Chapelle de Tous les Saints avec, au fond, le château de Tourbillon
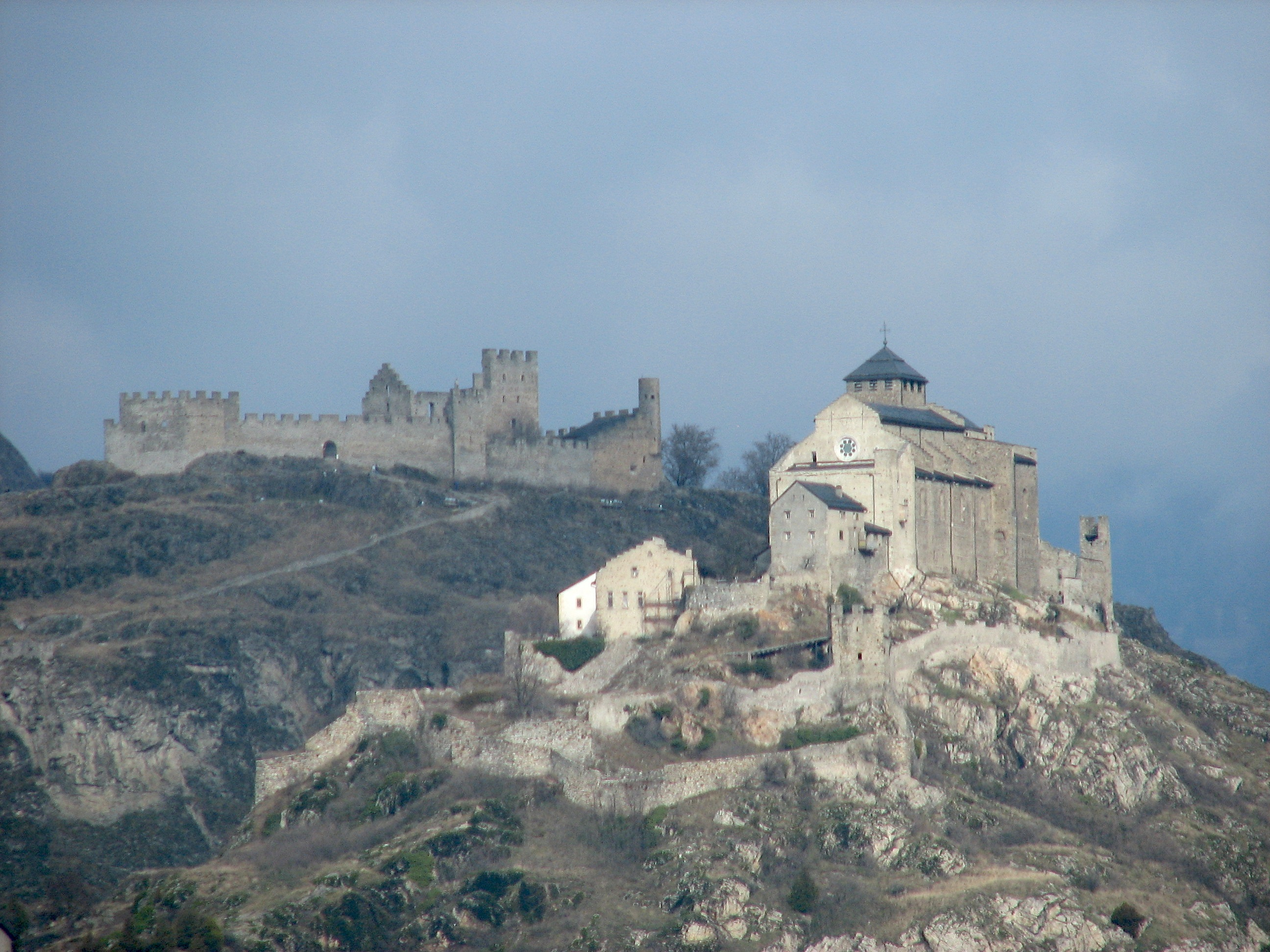